# لورينزو جويريني
لورينزو جويريني (مواليد 21 نوفمبر 1966) هو سياسي إيطالي عضو في الحزب الديمقراطي،يشغل حالياً منصب وزير الدفاع.